# Jasna Merdan-Kolar
Jasna Merdan-Kolar; serbs. Јасна Мердан Колар; z domu Merdan (ur. 19 października 1956 w Mostarze w Bośni i Hercegowinie), była piłkarka ręczna, reprezentowała Jugosławię, a następnie Austrię.
Z reprezentacją Jugosławii zdobyła mistrzostwo olimpijskie w Los Angeles w 1984 r. oraz wicemistrzostwo olimpijskie w Moskwie w 1980 r. Została wybrana najlepszą piłkarką ręczną na Świecie 1990 r.
Przez większość swojej kariery występowała w Hypo Niederösterreich.
Na Igrzyskach Olimpijskich w 1992 r. w Barcelonie wystąpiła w barwach Austrii.